# Войковиці
Войкови́ці (пол. Wojkowice) — місто в південній Польщі, на річці Бриниця.
Належить до Бендзинського повіту Сілезького воєводства.

## Демографія
Демографічна структура станом на 31 березня 2011 року:
|          | Загалом | Допрацездатний вік | Працездатний вік | Постпрацездатний вік |
| -------- | ------- | ------------------ | ---------------- | -------------------- |
| Чоловіки | 4388    | 667                | 3148             | 573                  |
| Жінки    | 4845    | 651                | 2904             | 1290                 |
| Разом    | 9233    | 1318               | 6052             | 1863                 |